# Högskolan i Halmstad
Högskolan i Halmstad är en svensk statlig högskola i Halmstad, med 694 anställda och 11 831 studenter, varav 5 861 helårsstudenter. Lärosätet har 50 utbildningsprogram på grund- och avancerad nivå och 200 fristående kurser (samtliga siffror från 2022). Forskningen är inom flera områden internationellt välrenommerad. Högskolans profil är att vara "det innovationsdrivande lärosätet". Merparten av Högskolans forskning och utbildning ryms inom fokusområdena Hälsoinnovation respektive Smarta städer och samhällen. Högskolan har utbildning på forskarnivå inom tre områden: innovationsvetenskap, informationsteknologi samt hälsa och livsstil.

## Historia
Det beslutades att Halmstad skulle bli högskoleort 1975 och den första högskoleutbildningen startade 1977. Det dröjde dock tills 1983 innan det formellt blev en högskola,även om eftergymnasial utbildning hade funnits i staden tidigare. 1988 flyttade Högskolan till sina nuvarande lokaler på området Larsfrid i östra Halmstad. 
2015 invigdes den stora satsningen Elektronikcentrum i Halmstad (ECH, som bland annat erbjuder resurser i form av elektroniklaboratorium och EMC-testanläggning.
2016 invigdes Fab Lab, eller Fabrication Laboratory, som är ett koncept som har utvecklats vid Massachusetts Institute of Technology, MIT, och som bland annat handlar om öppenhet och samverkan mellan utbildning, forskning, näringsliv och privatpersoner. Fab Lab Halmstad är en del av ett globalt nätverk med mer än 1 100 registrerade labb.
I november 2016 invigdes Digitalt laborativt centrum (DLC).
I mars 2017 tillträdde Stephen Hwang som rektor, närmast från tjänsten som rektor på Linnéuniversitetet.
I november 2017 invigdes Hälsolabbet – en samverkansarena och lärandemiljö med inriktning vård, hälsa och idrott.

## Rektorer
- 1983-1997 Sven-Ove Johansson
- 1998 (tf) Kerstin Malmqvist
- 1998-1999 Lars Fredén
- 1999 (tf) Hertha Hanson
- 2000 (tf) Bertil Svensson
- 2000-2010 Romulo Enmark
- 2011 (tf) Carina Ihlström Eriksson
- 2011-2016 Mikael Alexandersson
- 2016 (tf) Thorsteinn Rögnvaldsson
- 2017-2023 Stephen Hwang
- 2023- Susanna Öhman [7]

## Forskning
Merparten av Högskolans forskning ryms inom två fokusområden: Hälsoinnovation och Smarta städer och samhällen. Utbildning på forskarnivå erbjuds inom tre områden: innovationsvetenskap, informationsteknologi samt hälsa och livsstil. Forskningen sker i nära samverkan och i samproduktion med aktörer utanför akademin. 
Mellan åren 2012 och 2021 Högskolan en så kallad KK-miljö. kallad "Forskning för innovation", utsedd av KK-stiftelsen till 
66 professorer är verksamma vid Högskolan i Halmstad (siffra från 2022). År 2010 fick Högskolan forskarutbildningsrättigheter inom två områden: informationsteknologi och innovationsvetenskap. År 2013 erhölls rättigheten att utfärda examen på forskarnivå inom området hälsa och livsstil.

## Akademier
Högskolan i Halmstad är från och med år 2015 organiserad i fyra akademier.
Akademin för företagande, innovation och hållbarhet
På Akademin för företagande, innovation och hållbarhet finns dessa ämnesområden representerade. Samtidigt som dessa utvecklas inom respektive ämne, pågår samarbeten över ämnesgränserna i såväl utbildning och forskning som genom samverkan med omgivande samhälle.
Akademin för lärande, humaniora och samhälle
Akademin för lärande, humaniora och samhälle bedriver grundutbildning, fortbildning, forskning, och regional och internationell samverkan inom lärarutbildning, humaniora och samhällsvetenskap.
Akademin för hälsa och välfärd
Akademin för hälsa och välfärd bedriver utbildning, forskning och samverkan inom stora vetenskapliga fält såsom beteendevetenskap, samhällsvetenskap och vård.
Akademin för informationsteknologi
Akademin för informationsteknologi bedriver utbildning, forskning och samverkan inom datorteknik, datalogi, datakommunikation, elektroteknik, bildanalys, mekatronik, fotonik, realtidssystem, signalanalys, fysik, intelligenta system, matematik och informatik.

## Campus

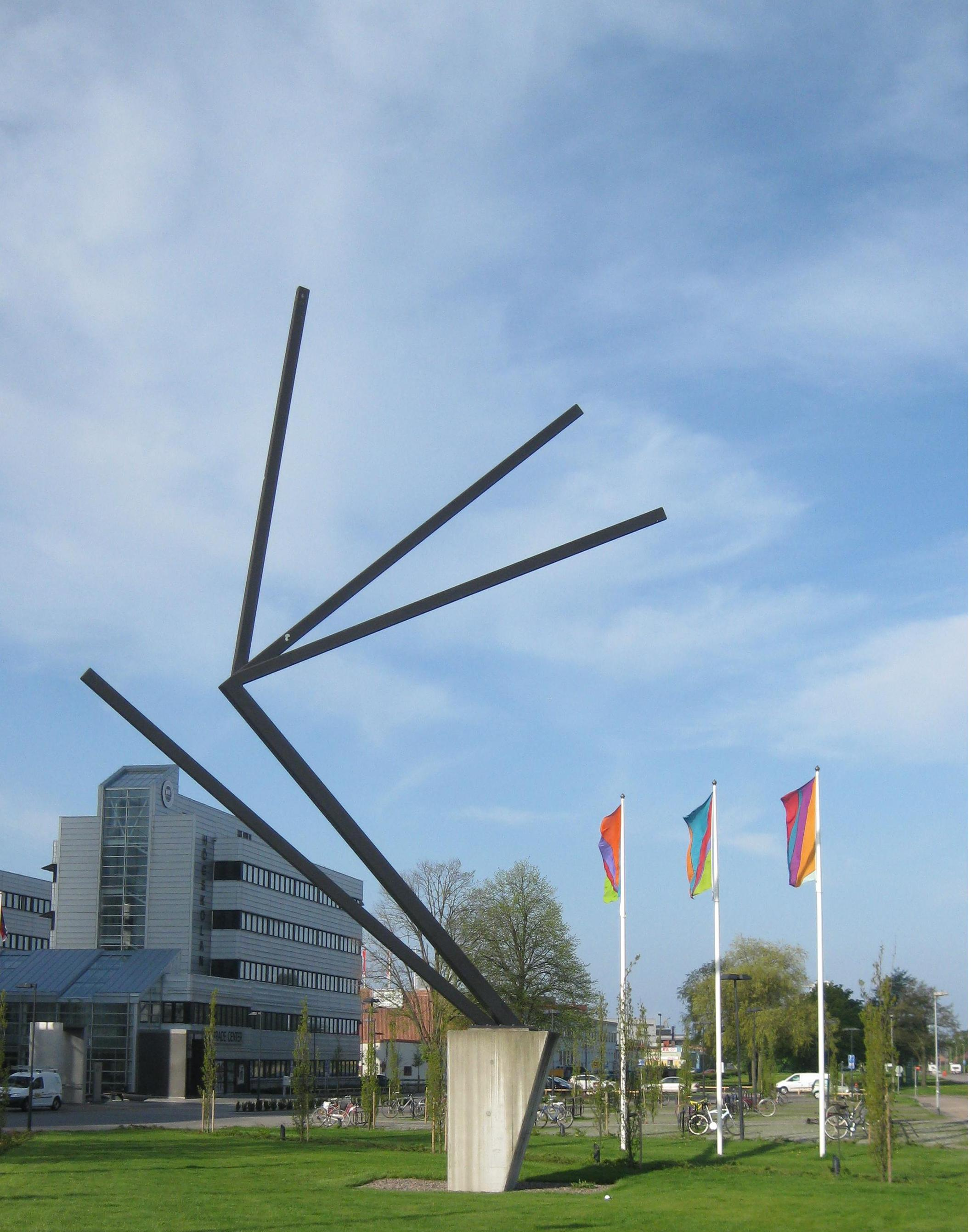
Skulpturen ASAMK av konstnären Olle Bærtling på Högskolan i Halmstads campusområde.

Högskoleområdet ligger samlat en och en halv kilometer från Halmstads centrum. Området har fått namnet Kvarteret Bærtling efter konstnären Olle Bærtling som föddes i närheten. Högskolan bedriver även utbildning vid Campus Varberg.